# スカイラー・ギソンド
スカイラー・ギソンド（Skyler Gisondo,  1996年7月22日 - ）は、アメリカ合衆国の俳優、声優、子役。

## 来歴
1996年、フロリダ州パームビーチ郡に生まれる。7歳のころから子役としてキャリアをスタート。2003年にテレビドラマシリーズ『Miss Match』でテレビデビューを果たす。その後もトニー・シャルーブ主演の『名探偵モンク』や『クリミナル・マインド FBI行動分析課』などのテレビシリーズへ立て続けに出演し、2006年に『Jam』で映画デビュー。徐々に役柄も大きくなっていき、2012年に『アメイジング・スパイダーマン』などの話題作へも出演している。2014年ベン・スティラー主演の『ナイト ミュージアム/エジプト王の秘密』では、スティラーの息子役を演じた。2015年にはエド・ヘルムズ、クリスティーナ・アップルゲイトらの息子役で『お!バカんす家族』へも出演している。

## 出演作品

### 映画
- Jam (2006)
- ハロウィン Halloween (2007)
- ウォーク・ハード ロックへの階段 Walk Hard: The Dewey Cox Story (2007)
- For Heaven's Sake (2008)
- フォー・クリスマス Four Christmases (2008)
- 新・三バカ大将 ザ・ムービー The Three Stooges (2012)
- アメイジング・スパイダーマン The Amazing Spider-Man (2012)
- アメイジング・スパイダーマン2 The Amazing Spider-Man 2 (2014)
- Buttwhistle (2014)
- ナイト ミュージアム/エジプト王の秘密 Night at the Museum: Secret of the Tomb (2014)
- お!バカんす家族 Vacation (2015)
- タイム・フリーク Time Freak (2018)
- ブックスマート 卒業前夜のパーティーデビュー Booksmart (2019)
- ムクドリ The Starling (2021)
- リコリス・ピザ Licorice Pizza (2021)
- スーパーマン Superman (2025) - ジミー・オルセン役

### テレビドラマ
- Miss Match (2003)
- HUFF〜ドクターは中年症候群 Huff (2005)
- HEY!レイモンド Everybody Loves Raymond (2005)
- 恋するマンハッタン What I Like About You (2005)
- 名探偵モンク Monk (2005)
- コールドケース 迷宮事件簿 Cold Case (2005)
- クリミナル・マインド FBI行動分析課 Criminal Minds (2006)
- Dr.HOUSE House M.D. (2006)
- ER緊急救命室 ER (2006)
- CSI:科学捜査班 CSI: Crime Scene Investigation (2007)
- マイネーム・イズ・アール My Name Is Earl (2008)
- CSI:ニューヨーク CSI: NY (2009)
- サイク/名探偵はサイキック? Psych (2010-2012)
- ハウス・オブ・ライズ House of Lies (2013)
- ワンス・アポン・ア・タイム Once Upon a Time (2013)
- ウェット・ホット・アメリカン・サマー: あれから10年 Wet Hot American Summer: Ten Years Later (2017)
- サンタクラリータ・ダイエット Santa Clarita Diet (2017-2019)
- ジェムストーン家の敬虔なる私生活 The Righteous Gemstones (2019-2025)

### テレビアニメ
- アメリカン・ダッド American Dad! (2008, 2009)
- フィニアスとファーブ Phineas and Ferb (2011)
- フェアファックス Fairfax (2021-2022)
- ジュラシック・ワールド/サバイバル・ミッション Jurassic World: Chaos Theory (2024)